# Štatholder
V nizozemskih deželah je bil štatholder (nizozemsko stadhouder [ˈstɑtˌɦʌudər] ()) upravnik, ki je bil najprej imenovan kot srednjeveški uradnik in je nazadnje deloval kot državni voditelj. Štatholder je v burgundskem in habsburškem obdobju (1384–1581/1795) nadomestil vojvodo ali deželnega grofa.
Naziv se je uporabljal za najvišjega izvršnega uradnika vsake province, ki je opravljal več dolžnosti, kot je imenovanje nižjih upravnikov ter vzdrževanje miru in reda v zgodnji Nizozemski republiki. Istega štatholderja je imenovalo več provinc, zato je štatholder močne province Holandije včasih deloval kot de facto državni poglavar celotne Nizozemske republike v 16. do 18. stoletju, v dejansko dedni vlogi. V zadnjega pol stoletja svojega obstoja je postal uradno dedni naziv pod princem Vijemom IV. Oranskim. Njegov sin, princ Viljem V., je bil zadnji štatholder vseh provinc republike, dokler ni bil leta 1795 prisiljen zbežati pred francoskimi revolucionarnimi četami. Njegov sin Viljem I. Nizozemski je leta 1815 postal prvi suvereni kralj Združenega kraljestva Nizozemske.
Naziv štatholder je približno primerljiv z zgodovinskimi nazivi Lord Protector v Angliji, Statthalter v Svetem rimskem cesarstvu in generalnim guvernerjem Norveške.

## Etimologija
Štatholder pomeni "upravnik". Njegovi sestavni deli se dobesedno prevajajo kot "držalec mesta" iz latinščine locum tenens ali kot neposredni sorodnik "držalec posesti" (v sodobni nizozemščini "stad" pomeni "mesto", starejši pomen "stad" pa tudi "stede" " – je bilo "mesto" kar je sorodno angleškemu "stead", kot "instead of"); kar je bil izraz za "stewarda" ali "poročnika". Ni pa to izraz za vojaški čin poročnika, ki je v nizozemščini luitenant.

## Zgodovina

### Sedemnajst provinc
Štatholderje so v srednjem veku imenovali fevdalni gospodje, da so jih zastopali v času njihove odsotnosti. Če je imel gospodar več dominijev (ali fevdov kot vazal), je nekaterim od njih lahko vladal stalni štatholder, na katerega je bila prenesena vsa oblast gospoda. Štatholder je bil torej močnejši od guvernerja, ki je imel le omejeno oblast, vendar štatholder sam ni bil vazal in ni imel naslova vezanega na zemljiško lastnino. Lokalni vladarji neodvisnih provinc Nizekih dežel (ki so vključevale današnjo Nizozemsko, Belgijo in Luksemburg ) so v veliki meri uporabljali štatholderje, npr. vojvoda Gelderski je imenoval štatholderja, ki ga je zastopal v Groningenu.
Burgundske vojvode so v 15. stoletju pridobili večino nizozemskih dežel in sestavni deli (vojvodstva, grofije, gospostva) te Burgundske Nizozemske so imeli večinoma vsak svojega štatholderja, ki ga je imenoval vojvoda kot vojvoda, grof ali gospodar.
Habsburški cesar Svetega rimskega cesarstva Karel V. , kot tudi španski kralj, ki je podedoval Burgundsko Nizozemsko, je v 16. stoletju dokončal ta proces tako, da je postal edini fevdalni vladar: gospodar Nizozemske. Zunaj njegovih domen so ostali samo knezoškofija Liège in dve manjši ozemlji (cesarska opatija Stavelot-Malmedy in vojvodstvo Bouillon). Štatholder je bil še naprej imenovan za zastopnika Karla in kralja Filipa II., njegovega sina in naslednika v Španiji in Nizkih deželah (volilni cesarski naslov je imel njegov brat Ferdinand I., cesar Svetega rimskega cesarstva in njegovi dediči v ločeni avstrijski veji Habsburžanov). Zaradi centralistične in absolutistične Filipove politike se je dejanska moč štatholderjev močno zmanjšala.

### Nizozemska republika
Ko je leta 1581 med nizozemskim uporom sedem nizozemskih provinc razglasilo svojo neodvisnost z zakonom o odpovedi, je predstavniška funkcija štatholderja v uporniški severni Nizozemski postala zastarela – sam fevdalec je bil ukinjen – vendar je urad v teh provincah, ki so se zdaj združile v Republiko sedmih Združenih Nizozemskih, kljub temu še naprej obstajal. Združene province so se trudile prilagoditi obstoječe fevdalne koncepte in institucije novim razmeram in so bile v tej zadevi nagnjene k konzervativnosti, saj so se navsezadnje uprle kralju, da bi branile svoje starodavne pravice. Štatholder ni več predstavljal gospoda, ampak je postal najvišji izvršni uradnik, ki so ga imenovali Stanovi vsake province (npr. Stanovi Holandije in Zahodna Frizija ter Stanovi Frizije). Čeprav je lahko vsaka provinca postavila svojega štatholderja, je bila večina štatholderjev imenovana v več provincah hkrati. Najvišjo izvršilno in zakonodajno oblast so običajno izvajali suverene Stanovi vsake province, vendar je imel štatholder nekaj posebnih pravic, na primer imenovanje nižjih uradnikov in včasih starodavno pravico do potrditve imenovanja (s koopcijo) članov regentskih svetov ali izbire županov iz ožjega izbora kandidatov. Ker so ti sveti sami imenovali večino članov Stanov, je lahko štatholder zelo posredno vplival na splošno politiko. V Zelandiji so imeli oranski knezi, ki so po nizozemskem uporu najpogosteje opravljali funkcijo štatholderja, dostojanstvo prvega plemiča in bili kot taki člani Stanov te province, ker so imeli naziv markiza Veere-škega.
Na osrednji 'konfederalni' ravni republike je bil štatholder provinc Holandije in Zelandije običajno imenovan tudi za generalnega kapitana nizozemske državne vojske in generalnega-admirala konfederacijske flote. Vendar noben štatholder dejansko ni nikoli poveljeval mornarici. V vojski je lahko sam postavljal častnike; v mornarici pa je potrdil le imenovanja petih admiralskih svetov. Zakonska pooblastila štatholderja so bila tako precej omejena. Njegove dejanske pristojnosti pa so bile včasih večje, še posebej glede na vojaško ozračje 'permanentne' osemdesetletne vojne. Mavricij Oranski je po letu 1618 vladal kot vojaški diktator, enako je poskušal tudi Viljem II .
Vodja nizozemskega upora je bil Viljem Tihi (Viljem I. Oranski); leta 1572 so ga Stanovi prve province, ki se je uprla, Holandije, imenovali za štatholderja kot zamenjavo za kraljevega štatholderja (prej je bil na tem položaju kot pooblaščenec Filipa II.). Njegov osebni vpliv in ugled sta bila pozneje povezana s pisarno in prenesena na člane njegove rodbine. Po atentatu nanj pa je prišlo do kratkotrajne poteze, da so Roberta Dudleyja, vojvodo Leicesterskega, postavili za generalnega guvernerja Elizabete I., preden je Mavricij leta 1590 postal štatholder petih provinc.  Na tem položaju je bil do svoje smrti. (Njegov bratranec Viljem Ludvik, grof Nassavsko-Dillenburški je bil na položaju v preostalih dveh provincah, Friziji in Groningenu).
Kljub temu so med oranskimi in republikanci v Združenih provincah ostajale napetosti, ki so včasih prerasle v neposreden konflikt. Mavricij leta 1618 in Viljem III. Oranski od leta 1672 sta zamenjala celotne mestne svete s svojimi privrženci, da bi povečala svojo moč: tako imenovane "spremembe zakonodaje" (Wetsverzettingen). Z ustrahovanjem so štatholderji poskušali razširiti svojo pravico do potrditve, hkrati pa so poskušali dodati preostala štatholderstva, kot sta Frizije in Groningena, svojim drugim posestim. Na to so se Regenti v Holandiji, Zelandiji, Utrechtu, Geldersu in Overijsslu odzvali na to tako, da po smrti Viljema II. leta 1650 niso imenovali nobenega štatholderja  in njegovemu sinu Viljemu prepovedali štatholderstvo z Zakonom o osamitvi, nekaj, kar je bila posledica ljudskega občutka med katastrofalnimi dogodki leta 1672, nizozemskim letom katastrofe (Rampjaar), ko je oblast prevzel bodoči angleški kralj Viljem III. Po smrti Viljema III. leta 1702 so se spet vzdržali imenovanja štatholderja. Ti obdobji sta znani kot prvo obdobje brez štadholderja in drugo obdobje brez štadholderja.
Po francoski invaziji leta 1747 so bili regentje prisiljeni s pritiskom ljudstva sprejeti Viljema IV. Oranskega, štatholderja Frizije in Groningena, za štatholderja v drugih provincah. 22. novembra 1747 je bil urad štatholderja formalno priznan kot dedni (erfstadhouder) povsod (prej le v Friziji). Ker je bil Viljem štatholder v vseh provincah, je bila njegova funkcija preoblikovana v Generalnega štatholderja.
Po smrti Viljema IV. leta 1751 je bil njegov mladi sin pravilno imenovan za štatholderja pod regentstvom svoje matere. Slabo upravljanje v času regentstva je povzročilo veliko nezadovoljstva, ki je imelo leta 1780 za posledico pojav v patriotskem gibanju, ki je želelo trajno omejiti pristojnosti štaholderiata.  Patrioti so najprej prevzeli številne mestne svete, nato Stanove province Holandije in nazadnje ustanovili civilne milice, da bi branili svoj položaj pred privrženci Oranskih, s čimer so državo pripeljali na rob državljanske vojne. S pruskim vojaškim posredovanjem leta 1787 je princ Viljem V. Oranski uspel zatreti to nasprotovanje. Številni voditelji patriotskega gibanja so morali oditi v izgnanstvo v Francijo. Štadtholderiat je bil podkrepljen z Zakonom o jamstvu (1788).

### Ukinitev in prehod v suvereno kraljestvo
Izgnanci so se vrnili s francosko vojsko pozimi 1795 in prečkali zamrznjeno nizozemsko vodno črto. Viljem V. je pobegnil v Anglijo.   Francoske revolucionarne sile so vzpostavile Batavsko republiko in urad štatholderja je bil ukinjen.  Leta 1806 je Napoleon ustanovil Kraljevino Holandijo in na prestol postavil svojega mlajšega brata Ludvika. Ta se je leta 1810 odpovedal prestolu v korist svojega sina Ludvika II. Vladal je devet dni, dokler ni njegov stric Napoleon sam prevzel oblast in kraljestvo priključil francoskemu imperiju, do njegovega padca leta 1813.
Kmalu po umiku francoske vojske iz Nizozemske je triumvirat leta 1813 povabil Viljema Friderika, sina Viljema V., da postane prvi "suvereni princ". Viljem je med francosko okupacijo živel v izgnanstvu v Londonu. 13. novembra 1813 se je vrnil na Nizozemsko, da bi sprejel povabilo. 16. marca 1815 je prevzel naziv kralja Združenega kraljestva Nizozemske .